# 火星氣候探測者號
火星氣候探測者號（Mars Climate Orbiter）是美國太空總署的火星探測衛星，也是火星探測98計畫的一部份（火星極地著陸者號為另一個探測火星的任務），於1998年發射升空。天文學家計畫利用火星氣候探測者號來研究火星大氣層、火星氣候及火星地表，並幫助火星極地著陸者號與地球來通訊。不過火星氣候探測者號後來在1999年9月23日在進入火星軌道的過程中失去聯絡，最終任務失敗。

## 設計
火星氣候探測者號的高度為2.1公尺，寬度為1.6公尺，長度為2公尺。探測器的內部結構主要是由石墨複合材料/鋁製的蜂窩結構所組成，是根據許多商業飛機的設計來建造。除了科學儀器，電池及主發動機、燃料是探測器上最重要的系統。
探測器包括一個1.3公尺的高增益天線在X波段與深空網絡進行聯繫。火星氣候探測者號使用卡西尼－惠更斯號的無線電回覆器來節省成本。它還配備一個雙向的UHF無線電頻率系統，預計火星極地著陸者號於1999年12月3日登陸火星後，與地球來通訊。
火星氣候探測者號總成本是3億2,760萬美元（包含軌道衛星及著陸衛星），花費1億9,310萬美元來研發，花費9170萬美元來發射，花費4,280萬美元來進行探測任務。

## 背景

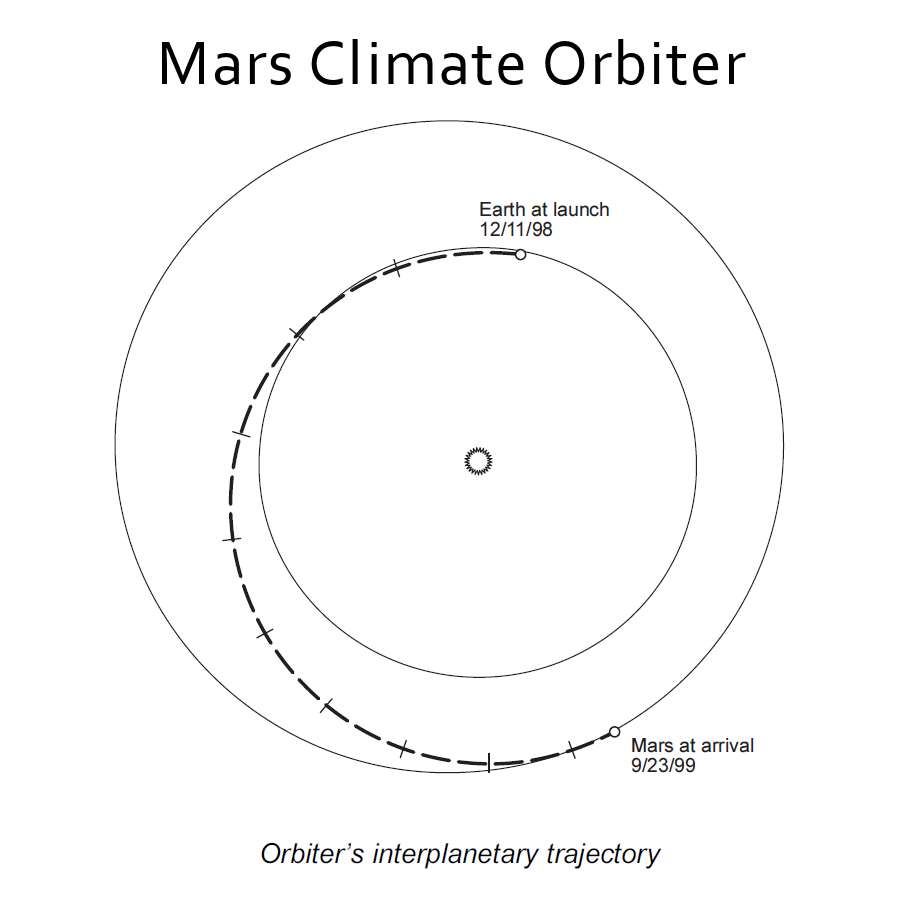
火星氣候探測者號的行星際軌道

美國太空總署在火星觀察者號任務失敗後，因為未來國際太空站建造成本上升，所以開始尋找更便宜，更小型的解決方案來進行星際探測任務。小型太空探測器技術專案小組在1994年成立，目的是替未來的微型探測器來制定指導方針。該小組確定微型太空探測器重量應在1.000公斤以下，並配備高度集中的儀器面板。一個新的火星探測計劃在1995年開始，任務的設計方面包括目標應受到限制、成本低廉、可以頻繁發射等特徵。新探測方案中的第一個探測任務是1996年發射的火星全球探勘者號，它用來繪製火星地圖，並使用火星觀察者號搭載的設備來獲得地質數據。在火星全球探勘者號升空後，火星氣候探測者號搭載兩台儀器準備前往火星，其中一個原本用在火星觀測者號上面，用來研究火星氣候和天氣。
火星氣候探測者號主要的科學目標：
- 確定火星水資源的分佈
- 監測每天的天氣與大氣層情形
- 記錄火星表面由於風電及其他大氣影響所產生的變化
- 確定大氣層的溫度曲線
- 監察大氣層中水蒸汽及粉塵的含量
- 尋找過去氣候變化的證據。

## 執行探測任務

### 發射

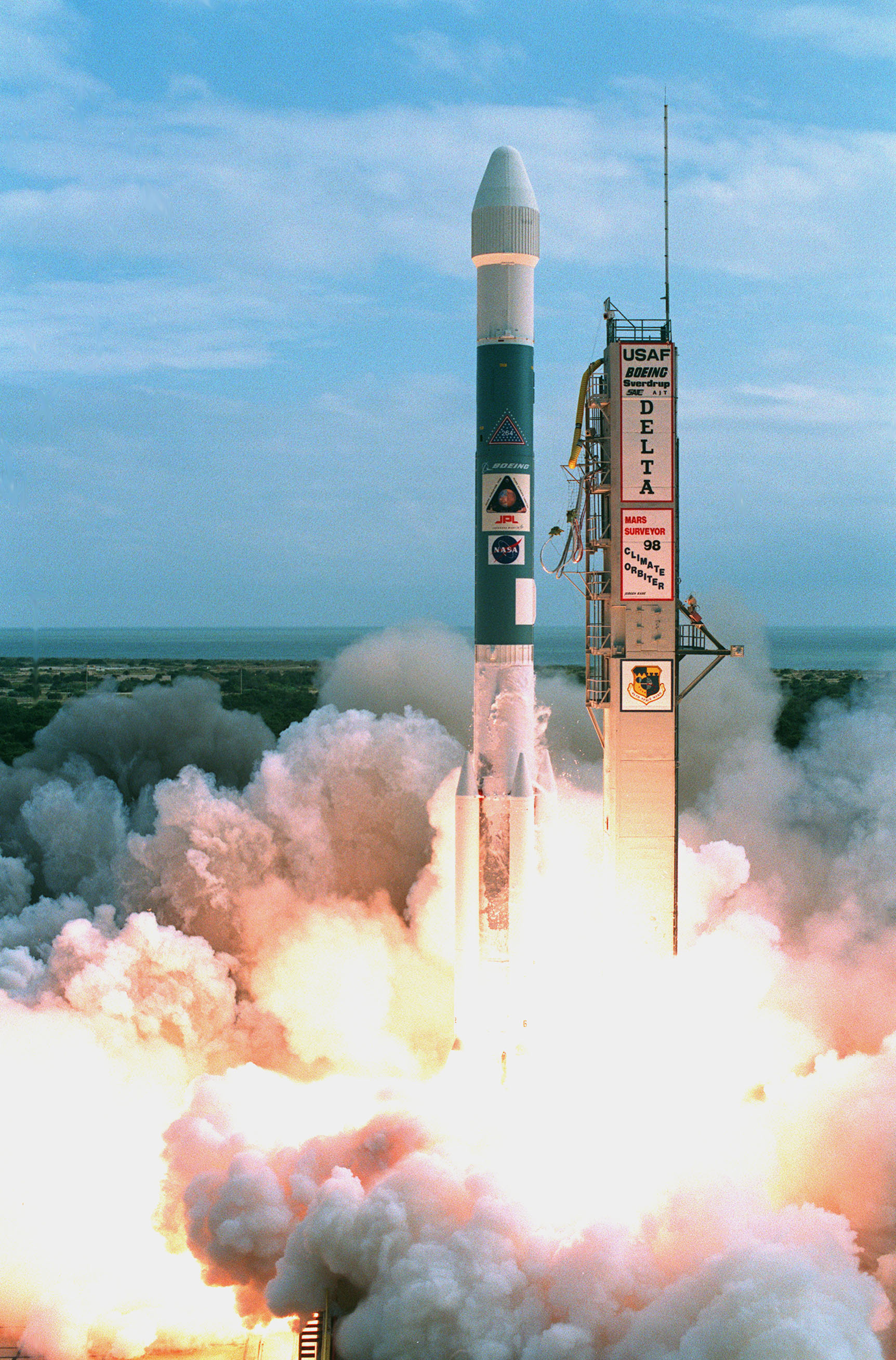
三角洲II 7425將火星氣候探測者號發射升空

火星氣候探測者號在1998年12月11日UTC18點45分51秒於佛羅里達州卡納維拉爾角空軍基地17號航天發射複合體發射，運載火箭為三角洲II 7425。燃料在燃燒42分鐘後，火星氣候探測者號順利進入霍曼轉移軌道。火箭最後的相對速度為每秒5.5公里，並將探測器送往6億6900萬公里外的目標 ，朝向火星前進。火星氣候探測者號在發射時包括推進劑總共重638公斤（1,418磅）。

### 接近火星

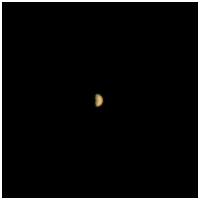
火星氣候探測者號所拍攝的唯一一張照片

火星氣候探測者號在1999年9月23日UTC9點00分46秒開始插入火星軌道，火星氣候探測者號的無線電在UTC9時04分52秒（比預期還要早49秒）終止聯絡，當時探測器已經進入火星的另一側，但是它與地球通訊從未重新建立。探測器由於人為錯誤，導致探測器在低於預期的高度接近火星，最終因為大氣層的壓力解體。後來的火星偵察軌道器才完成火星氣候探測者號的預期目標。

### 失敗原因
1999年11月10日，火星氣候軌道器事故調查委員會發布了第一階段報告，詳細介紹可能導致探測器發生事故的問題。在此之前，天文學家在1999年9月8日完成彈道修正機動-4的計算，隨後在1999年9月15日執行。它的目的是讓探測器調整至最佳位置以進入火星軌道，將使火星氣候探測者號環繞火星的高度在1999年9月23日降為226公里。然而，在TCM-4及進入軌道的一個禮拜間，導航團隊認為探測器的高度有可能比預期的還要低得多，大約位於150至170公里。探測器在進入火星軌道前24小時時，科學家計算顯示環繞火星軌道的高度為110公里，而火星氣候探測者號能夠存活的最低高度為80公里。科學家發現火星氣候探測者號最後的高度只有57公里，很有可能因為大氣壓力導致探測器瓦解。
火星氣候探測者號任務失敗的主要原因是人為因素，因為火星氣候探測者號上的飛行系統軟體使用公制單位牛頓計算推進器動力，而地面人員輸入的方向校正量和推進器參數則使用英制单位磅力，導致探測器進入大氣層的高度有誤，最終瓦解碎裂。NASA在此後的所有任务中小心地避免這個因計量單位混淆所造成的錯誤。

## 外部連結
- Mars Climate Orbiter Mission Profile by NASA's Solar System Exploration